# Manuel Guinard
Manuel Guinard (Saint-Malo, 15 novembre 1995) è un tennista francese.
In doppio ha vinto due titoli del circuito maggiore tra i quali il Monte Carlo Masters 2025 in coppia con Romain Arneodo, successo con cui nell'aprile 2025 si è spinto fino alla 36ª posizione del ranking ATP. Vanta altre due finali disputate nel circuito maggiore e ha vinto diversi tornei nell'ATP Challenger Tour, mentre nelle prove del Grande Slam ha raggiunto il terzo turno all'Open di Francia 2024.
In singolare ha vinto alcuni incontri nel circuito maggiore e alcuni tornei Challenger, il suo miglior ranking ATP è stato il 134º nell'ottobre 2022.

## Carriera

### 2013-2019: esordi e primi titoli ITF
Fa le sue prime apparizioni nel circuito ITF nel 2013 e 2014 e diventa professionista nel 2015. Nel dicembre 2017 si aggiudica il primo titolo nel torneo Futures di doppio Tunisia F40. Vince il suo primo torneo in singolare nel maggio 2018 aggiudicandosi un Futures a Doboj, in Bosnia ed Erzegovina, bissato tre mesi dopo da un'altra vittoria a Rotterdam. L'anno seguente comincia a frequentare il circuito Challenger ma è grazie al successo in altri tre Futures in singolare che chiude la stagione poco dentro la 300ª posizione del ranking. Nel 2019 esordisce nel circuito maggiore al Roland Garros con una wild card per il torneo di doppio in coppia con Arthur Rinderknech ed escono di scena al primo turno. Vince tre tornei ITF anche in doppio e chiude la stagione con il nuovo miglior ranking al 252º posto mondiale.

### 2020-2021: primi titoli Challenger in doppio
Nel febbraio 2020 vince il primo torneo Challenger in doppio a Drummondville in coppia con Rinderknech ed entra nella top 200 di specialità. Sempre con Rinderknech riceve un'altra wild card per il torneo di doppio al Roland Garros, vince il suo primo incontro nel circuito maggiore con il successo su Inglot / Qureshi e vengono eliminati al secondo turno. Nel giugno 2021 raggiunge la sua prima finale Challenger in singolare ad Aix-en-Provence che, nonostante la sconfitta per mano del nº 134 ATP Carlos Taberner, lo porta alla 255ª posizione. Nel corso della stagione vince altri due titoli Challenger in doppio, il primo a Las Palmas in coppia con Enzo Couacaud e il secondo al Dutch Open assieme a Luca Castelnuovo.

### 2022: quarti di finale all'ATP di Lione e primo titolo Challenger in singolare
Dopo le semifinali in singolare di Roanne e Pau, rispettivamente nel novembre 2021 e gennaio 2022, vince il primo titolo Challenger in singolare a Roseto degli Abruzzi a cui segue la semifinale a Zara. Grazie ai progressi nel ranking, ad aprile si presenta alle qualificazioni del Barcelona Open, viene sconfitto al turno decisivo ma viene ripescato come lucky loser, esordisce così in singolare nel tabellone principale di un torneo dell'ATP Tour e viene eliminato al primo turno.
Un mese dopo supera le qualificazioni del torneo di Lione battendo Tristan Lamasine e Ugo Blanchet, nel tabellone principale elimina il nº 68 del ranking Hugo Gaston e il 179 Michael Mmoh e viene sconfitto nei quarti di finale dal top 40 Holger Rune dopo aver vinto il primo set. Grazie a una wildcard, partecipa per la prima volta a una prova del Grande Slam in singolare al Roland Garros e viene sconfitto al primo turno dal nº 11 del mondo Cameron Norrie, mentre raggiunge il secondo turno in doppio. Nel finale di stagione vince due incontri di primo turno in singolare in tornei ATP. A ottobre porta il miglior ranking di singolare al 134º posto e quello di doppio al 146º.

### 2023: cinque titoli Challenger in doppio
Nel 2023 subisce una flessione in singolare, nel corso della stagione vince un Challenger 50, non supera mai le qualificazioni nei tornei del circuito maggiore e a ottobre esce dalla top 300. In doppio vince uno dei tre incontri disputati nel circuito ATP, raggiunge inoltre sei finali Challenger e vince in coppia con Nino Serdarušić a Zara e con Grégoire Jacq a Lione, Troyes, Amersfoort e Meerbusch. Ad agosto sale al 131º posto mondiale.

### 2024: prime due finali ATP, terzo turno al Roland Garros e 67º del ranking in doppio
Anche nel 2024 non consegue risultati di rilievo in singolare e non va oltre il 217º posto ATP. Nella prima parte della stagione vince i Challenger in doppio con Rinderknech a Quimper e con Jacq a Nonthaburi II e Zara. Ancora con Jack si spinge per la prima volta al terzo turno in una prova del Grande Slam al Roland Garros e fa il suo ingresso nella top 100, alla 92ª posizione. Nelle settimane successive si impone con Jacq anche nei Challenger di Lione e Salisburgo.
A luglio disputa a Båstad la prima finale ATP in carriera, e in coppia con Jacq viene sconfitto da Orlando Luz / Rafael Matos con il punteggio di 5-7, 4-6. La settimana successiva raggiungono la finale ATP anche a Umago e cedono a Guido Andreozzi / Miguel Ángel Reyes Varela per 4-6, 2-6, risultati con cui Guinard porta il miglior ranking al 71º posto mondiale. Sconfitto assieme a Sadio Doumbia al primo turno nel suo debutto agli US Open, nel finale di stagione perde due finali Challenger e, dopo aver raggiunto i quarti di finale all'ATP di Metz, a novembre sale al 67º posto.

### 2025: trionfo a Monte Carlo, un altro titolo ATP e 36º nel ranking
Inizia la stagione con la sua prima trasferta in Australia, vince nei tornei ATP un incontro in doppio a Brisbane e uno in singolare ad Adelaide contro Roman Safiullin, mentre esce al primo turno in doppio al suo esordio agli Australian Open. Nel periodo successivo, in doppio perde una finale Challenger ed esce in semifinale con Jacq nei tornei ATP di Montpellier e Marrakech. Il 13 aprile consegue il titolo più importante da inizio carriera trionfando al Masters 1000 di Monte Carlo; in coppia con Romain Arneodo elimina tra gli altri Marcel Granollers / Horacio Zeballos e Harri Heliövaara / Henry Patten e in finale hanno la meglio su Lloyd Glasspool / Julian Cash con il punteggio di 1-6, 7-6, [10-8]. L'impresa vale a Guinard la 36ª posizione mondiale.
A giugno vince con Arneodo il Challenger 125 degli Internazionali Città di Perugia e il mese dopo si aggiudicano l'ATP 250 del Croatia Open Umag superando in finale Patrik Trhac / Marcus Willis in due set. Ad agosto perde la finale al Challenger 125 del Cancún Country Open assieme a Rafael Matos.

## Statistiche
Aggiornate al 4 agosto 2025.

### Doppio

#### Vittorie (2)
| Legenda              |
| -------------------- |
| Grande Slam (0)      |
| ATP Finals (0)       |
| ATP Masters 1000 (1) |
| ATP Tour 500 (0)     |
| ATP Tour 250 (1)     |

| N. | Data           | Torneo                           | Superficie  | Compagno       | Avversari in finale         | Punteggio           |
| 1. | 13 aprile 2025 | Monte Carlo Masters, Monte Carlo | Terra rossa | Romain Arneodo | Lloyd Glasspool Julian Cash | 1-6, 7-6(8), [10-8] |
| 2. | 25 luglio 2025 | Croatia Open Umag, Umago         | Terra rossa | Romain Arneodo | Patrik Trhac Marcus Willis  | 7-5, 7-6(2)         |

#### Finali perse (2)
| Legenda doppio       |
| Grande Slam (0)      |
| ATP Finals (0)       |
| ATP Masters 1000 (0) |
| ATP Tour 500 (0)     |
| ATP Tour 250 (2)     |

| N. | Data           | Torneo                   | Superficie  | Compagno      | Avversari in finale                       | Punteggio |
| 1. | 21 luglio 2024 | Swedish Open, Båstad     | Terra rossa | Grégoire Jacq | Orlando Luz Rafael Matos                  | 5-7, 4-6  |
| 2. | 27 luglio 2024 | Croatia Open Umag, Umago | Terra rossa | Grégoire Jacq | Guido Andreozzi Miguel Ángel Reyes Varela | 4-6, 2-6  |

### Tornei minori

#### Singolare

##### Vittorie (12)
| Legenda tornei minori |
| Challenger (2)        |
| ITF (10)              |

| N.  | Data             | Torneo                                                      | Superficie      | Avversario in finale | Punteggio        |
| 1.  | 20 maggio 2018   | Bosnia & Herzegovina F1, Doboj                              | Terra rossa     | Nerman Fatic         | 6-4, 6-3         |
| 2.  | 26 agosto 2018   | Netherlands F5, Rotterdam                                   | Terra rossa     | Nik Razborsek        | 6-4, 7-6(3)      |
| 3.  | 16 dicembre 2018 | Tunisia F44, Monastir                                       | Cemento         | Aziz Dougaz          | 7-5, 6-4         |
| 4.  | 30 giugno 2019   | M25 Pardubice, Pardubice                                    | Terra rossa     | Lukáš Klein          | 6-4, 5-7, 7-6(6) |
| 5.  | 10 novembre 2019 | M15 Prague, Praga                                           | Cemento (i)     | Michael Vrbensky     | 7-6(3), 6-3      |
| 6.  | 15 dicembre 2019 | M15 Cairo, Il Cairo                                         | Terra rossa     | Laurynas Grigelis    | 6-3, 6-2         |
| 7.  | 23 agosto 2020   | M25 Vagau, Vogau                                            | Terra rossa     | Dimitar Kuzmanov     | 6-3, 6-3         |
| 8.  | 25 aprile 2021   | M25 Angers, Angers                                          | Terra rossa (i) | Lucas Catarina       | 7-5, 6-4         |
| 9.  | 16 maggio 2021   | M25 Prague, Praga                                           | Terra rossa     | Jack Draper          | 6-4, 6-3         |
| 10. | 20 marzo 2022    | Challenger di Roseto degli Abruzzi II, Roseto degli Abruzzi | Terra rossa     | Tseng Chun-hsin      | 6-1, 6-2         |
| 11. | 9 luglio 2023    | Internationaux de Troyes, Troyes                            | Terra rossa     | Calvin Hemery        | 6-4, 6-3         |
| 12. | 7 aprile 2024    | M25 Hammamet, Hammamet                                      | Terra rossa     | Oleksandr Ovcharenko | 6-0, 6-3         |

##### Vittorie (4)
| Legenda tornei minori |
| Challenger (2)        |
| ITF (2)               |

| N. | Data            | Torneo                               | Superficie  | Avversario in finale | Punteggio   |
| 1. | 27 maggio 2018  | Sweden F3, Lund                      | Terra rossa | Alexander Ritschard  | 3-6, 3-6    |
| 2. | 24 marzo 2019   | M15 Quinta do Lago, Quinta do Lago   | Cemento     | Evan Hoyt            | 4-6, 3-6    |
| 3. | 20 giugno 2021  | Open du Pays d'Aix, Aix-en-Provence  | Terra rossa | Carlos Taberner      | 2-6, 2-6    |
| 4. | 14 gennaio 2024 | Nonthaburi Challenger II, Nonthaburi | Cemento     | Valentin Vacherot    | 5-7, 6(4)-7 |

#### Doppio

##### Vittorie (23)
| Legenda tornei minori |
| Challenger (16)       |
| ITF (7)               |

| N.  | Data             | Torneo                                                      | Superficie  | Compagno           | Avversari in finale                         | Punteggio         |
| 1.  | 22 febbraio 2020 | Challenger de Drummondville, Drummondville                  | Cemento (i) | Arthur Rinderknech | Roberto Cid Subervi Gonçalo Oliveira        | 7-6(4), 7-6(3)    |
| 2.  | 6 marzo 2021     | Gran Canaria Challenger II, Las Palmas                      | Terra rossa | Enzo Couacaud      | Javier Barranco Cosano Eduard Esteve Lobato | 6-1, 6-4          |
| 3.  | 17 luglio 2021   | Dutch Open, Amersfoort                                      | Terra rossa | Luca Castelnuovo   | Sergio Galdós Gonçalo Oliveira              | 0-6, 6-4, [11-9]  |
| 4.  | 8 gennaio 2022   | Traralgon International, Traralgon                          | Cemento     | Zdeněk Kolář       | Marc-Andrea Hüsler Dominic Stricker         | 6-3, 6-4          |
| 5.  | 19 marzo 2022    | Challenger di Roseto degli Abruzzi II, Roseto degli Abruzzi | Terra rossa | Franco Agamenone   | Ivan Sabanov Matej Sabanov                  | 7-6(2), 7-6(3)    |
| 6.  | 25 marzo 2023    | Zadar Open, Zara                                            | Terra rossa | Nino Serdarušić    | Ivan Sabanov Matej Sabanov                  | 6-4, 6-0          |
| 7.  | 17 giugno 2023   | Open de Lyon, Lione                                         | Terra rossa | Grégoire Jacq      | Constantin Frantzen Hendrik Jebens          | 6-4, 2-6, [10-7]  |
| 8.  | 8 luglio 2023    | Internationaux de Troyes, Troyes                            | Terra rossa | Grégoire Jacq      | Álvaro López Daniel Rincón                  | walkover          |
| 9.  | 22 luglio 2023   | Dutch Open, Amersfoort                                      | Terra rossa | Grégoire Jacq      | Mats Hermans Sander Jong                    | 6-4, 6-4          |
| 10. | 12 agosto 2023   | Meerbusch Challenger, Meerbusch                             | Terra rossa | Grégoire Jacq      | Fernando Romboli Marcelo Zormann            | 7-5, 7-6(3)       |
| 11. | 13 gennaio 2024  | Nonthaburi Challenger II, Nonthaburi                        | Cemento     | Grégoire Jacq      | Francis Casey Alcantara Sun Fajing          | 6-4, 7-6(6)       |
| 12. | 27 gennaio 2024  | Open Quimper, Quimper                                       | Cemento (i) | Arthur Rinderknech | Anirudh Chandrasekar Vijay Sundar Prashanth | 7-6(4), 6-3       |
| 13. | 23 marzo 2024    | Zadar Open, Zara                                            | Terra rossa | Grégoire Jacq      | Roman Jebavý Zdeněk Kolář                   | 6-4, 6-4          |
| 14. | 15 giugno 2024   | Open de Lyon Challenger, Lione                              | Terra rossa | Grégoire Jacq      | Markos Kalovelonis Vladyslav Orlov          | 4-6, 6-3, [10-6]  |
| 15. | 13 luglio 2024   | Salzburg Open, Salisburgo                                   | Terra rossa | Grégoire Jacq      | Petr Nouza Patrik Rikl                      | 2-6, 6-3, [14-12] |
| 16. | 14 giugno 2025   | Internazionali Città di Perugia, Perugia                    | Terra rossa | Romain Arneodo     | Robin Haase Vasil Kirkov                    | 3-6, 6-3, [10-5]  |